# Dikkele
Dikkele est une section de la commune belge de Zwalin, située en Région flamande dans la province de Flandre-Orientale. C'était une commune à part entière avant la fusion des communes de 1977 quand elle sera intégrée dans la commune de Munkzwalm pour devenir en 1977 une section de Zwalin.

## Démographie

### Évolution démographique
- Sources : INS, Rem. : 1831 jusqu'en 1970 = recensements[2].

## Histoire
En 822, l´empereur Louis le Pieux donnait pour le monastère Saint-Amand près Valenciennes (France, Dep. Nord) des biens à "Decla" (Regesta Imperii I, 757).